# CPR-1000
CPR-1000, tudi CPR1000 je kitajski tlačnovodni reaktor generacije II+. Zasnovan je na podlagi francoskih 900 MWe CP0, CP1 in CP2 reaktorjev. Električna moč je 1080 MWe (1000 MWe neto). Življenjska doba reaktorja je 60 let. Junija 2010 je bilo 15 reaktorjev CPR-1000 v gradnji. Okrog 70% delov je kitajskih, cilj je dosežti 90% kitajskih delov.
ACPR1000+ je bolj sodobna verzija z močjo 1150 MWe.